# علي زكي العرابي باشا
على زكى العرابى باشا (1882 - 1956) هو سياسي مصري، كان رئيس البرلمان المصري في فترة (7 مايو 1942 - 19 ديسمبر 1944) و فترة (17 يونيو 1950 - 10 ديسمبر 1952) في عهد الملك فاروق الأول، وشغل العديد من المناصب الوزارية .

## حياته
ولد علي زكي العرابي باشا في محلة أبو علي بمديرية كفر الشيخ سنة 1882، عرف بنبوغه وهو طالب في مدرسة الحقوق حيث كان يترجم المحاضرات عن الإنجليزية ويوزعها على زملائه. وتخرج سنة 1903، وعمل بالمحاماة وتلقى تدريبه الأولي على المحاماة في مكتب خاله، ثم عمل مدرسًا للقانون بمدرسة الشرطة، ثم اختير أستاذًا جامعي بكلية الحقوق سنة 1920، وعين قاضيًا بالاستئناف. انضم للحركة الوطنية في ثورة 1919، وظل طيلة حياته على ولائه للوفد، وقد انتخب عضوًا في الهيئة العليا للوفد في نهاية الثلاثينيات.

## مناصب
- عُين وزيرًا للمعارف في وزارة النحاس باشا الثالثة (مايو 1936 ـ يوليو 1937).
- تولى وزارة المواصلات في ثلاث وزارات أخري رأسها النحاس باشا.
- تولاها في وزارة النحاس الرابعة (أغسطس 1937 ـ ديسمبر 1937)[3]، ثم في وزارته الخامسة (فبراير 1942) وحتى 14 مايو 1942 فقط.
- اختير رئيسا لمجلس الشيوخ، وعاد ليتولى وزارة المواصلات للمرة الثالثة في وزارة الوفد الأخيرة (12 يناير 1950) وحتى 9 يوليو 1950 فقط، حيث اختير مرة أخري رئيسًا مجلس الشيوخ.[4]

انتماؤه للوفد وخلافه معه:
كان العرابي وزيرًا وفديًا ورئيسًا لامعًا لمجلس الشيوخ، وكان من الرموز المخلصة للوفد، وذلك لم يمنعه من الاختلاف العلمي والفقهي في بعض القضايا مع الوفد، وكانت أشهر هذه الآراء الفقهية الحاسمة في اختلافها مع سياسة الوفد آراؤه الخاصة بالقضايا التي أثيرت حول عضوية البرلمان، حيث كان الأمر سجالًا بين الوزارات الوفدية ووزارات حسين سري باشا (1941) وأحمد ماهر باشا (1944) وإسماعيل صدقي باشا (1946)، ومع أن علي زكي العرابي باشا كان وفديًا أصيلًا بل ورئيس مجلس الشيوخ -آنذاك- فقد كان رأيه في ظاهره على خلاف رأي الوزارة الوفدية.
العرابي والضباط والاحرار
كانت علاقة العرابي بحركة الضباط متباينة بين حالة من العداء باعتباره من رموز الوفد والرموز السياسية البارزة في الحقبة الملكية وبين تقدير مكانته القانونية والقضائية، وكان الرئيس جمال عبد الناصر نفسه يظهر للصحافة تقديره ومحبته له، وأنه يستعين برأيه، ومن العجيب أنه اختير كذلك عضوًا في لجنة وضع الدستور كممثل اختارته الثورة للوفد وذلك على الرغم من أنه خضع لقوانين العزل السياسي باعتباره من وزراء ما قبل الثورة.